# Киргизбаева, Тухтахон Базаровна
Тухтахон Базаровна Киргизбаева (1942, Узбекская ССР) — советская государственная деятельница, новатор производства, механизатор, звеньевая, бригадир хлопководов совхоза «Малик» Сырдарьинской области Узбекской ССР. Кандидат в члены ЦК КПСС в 1986—1989 годах. Член ЦК КПСС в 1989—1990 годах. Депутат Верховного Совета СССР 9-10-го созывов. Народный депутат СССР (1989—1991).

## Биография
Родилась в бедной дехканской семье.
В 1957—1960 годах — работница опытного хозяйства, в 1960—1971 годах — трактористка, звеньевая совхоза «Малик» Сырдарьинской области Узбекской ССР.
Член КПСС с 1965 года.
В 1971—1988 годах — звеньевая комплексно-механизированной хлопководческого звена совхоза «Малик» Сырдарьинской области Узбекской ССР.
В 1973 году окончила Сырдарьинский техникум механизации сельского хозяйства.
В 1986 году окончила заочно Ташкентский сельскохозяйственный институт.
С 1988 года — бригадир хлопководов совхоза «Малик» Сырдарьинской области Узбекской ССР.
Потом — на пенсии.

## Награды и звания
- орден Ленина
- два ордена Трудового Красного Знамени
- медали
- Заслуженный механизатор Узбекской ССР